# Дорофеев, Владимир Михайлович
Владимир Михайлович Дорофеев (1937, Ярославская область — 9 мая 2024, Ярославль) — советский хозяйственный, государственный и политический деятель.

## Биография
Родился в 1937 году в Ярославской области. Член КПСС.
Окончил Костромской сельскохозяйственный институт. С 1960 года — на хозяйственной, общественной и политической работе. В 1960—1997 годах — на хозяйственных и советских должностях в сельском хозяйстве Ярославской области, секретарь Ярославского обкома КПСС по сельскому хозяйству, второй секретарь Ярославского обкома КПСС (1986—1990).
Избирался депутатом Ярославского областного Совета.
В 1990—1993 годы — народный депутат России, член Комитета Верховного Совета РФ по социальному развитию села, аграрным вопросам и продовольствию, входил в состав фракции «Аграрный союз» и депутатской группы «Сотрудничество».
Заместитель генерального директора научно-производственного консорциума «Сапроинжстрой».

### Семья
Двое детей, сын и дочь.
Умер 9 мая 2024 на 88-м году.